# Remijia physophora
Remijia physophora là một loài thực vật có hoa trong họ Thiến thảo. Loài này được Benth. ex K.Schum. miêu tả khoa học đầu tiên năm 1889.